# Södra Taurach
Södra Taurach är ett vattendrag i Österrike. Det ligger i förbundslandet Salzburg, i den centrala delen av landet, 230 km sydväst om huvudstaden Wien.
I omgivningarna runt Södra Taurach växer i huvudsak blandskog. Runt Södra Taurach är det glesbefolkat, med 20 invånare per kvadratkilometer.